# Cantó de Masevaux
El cantó de Masevaux (alsacià kanton Màsminschter) és una divisió administrativa francesa situat al departament de l'Alt Rin i a la regió del Gran Est.

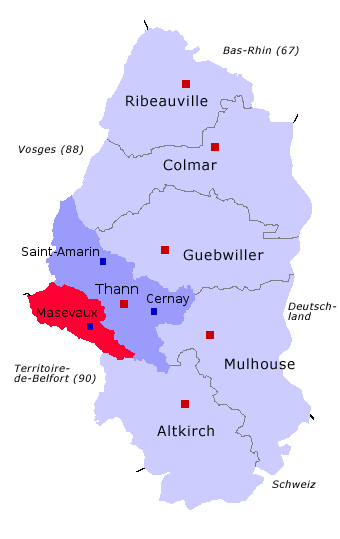
representació del cantó de Masevaux al districte de Thann i al departament de l'Alt Rin

## Composició
El cantó aplega 15 comunes :
| Nom alsacià    | Nom francès           | Nom alemany    |
| d Ài           | Lauw                  | Aue            |
| Dollere        | Dolleren              | Dollern        |
| Ewerburbàch    | Bourbach-le-Haut      | Burbach        |
| Ewersulzbàch   | Soppe-le-Haut         | Obersulzbach   |
| Kírechbarg     | Kirchberg             | Kirchberg      |
| Màsmínschter   | Masevaux              | Masmünster     |
| Morzwiller     | Mortzwiller           | Morzweiler     |
| Needersulzbàch | Soppe-le-Bas          | Niedersulzbach |
| Níderbrucke    | Niederbruck           | Niederbruck    |
| Owerbrucke     | Oberbruck             | Oberbruck      |
| Rímbàch        | Rimbach-près-Masevaux | Rimbach        |
| Sante          | Sentheim              | Sentheim       |
| Seekert        | Sickert               | Sickert        |
| Seewe          | Sewen                 | Sewen          |
| Wagschaid      | Wegscheid             | Wegscheid      |

## Conseller general de l'Alt Rin
- 1998-2014: Jean Luc Reitzer, alcalde de Niederbruck